# سید محمدامین آقامیری
سید محمدامین آقامیری (زاده ۱۳۶۴) مدیر اجرایی ایرانی و رئیس مرکز ملی فضای مجازی از اسفند ۱۴۰۱ است.
او در اسفند ۱۴۰۱ از سوی اعضای شورای عالی فضای مجازی به عنوان دبیر این شورا انتخاب شد و پس از تأیید رهبر جمهوری اسلامی ایران، در ۶ اسفند ۱۴۰۱ از سوی سید ابراهیم رئیسی، رئیس‌جمهور ایران، به عنوان دبیر این شورا و رئیس مرکز ملی فضای مجازی منصوب شد. و در تاریخ ۱۰ اسفند معارفه شد وی پیش از آن رئیس سازمان تنظیم مقررات و ارتباطات رادیویی و معاون فناوری و نوآوری وزارت ارتباطات و فناوری اطلاعات بود. رئیسی در حکم خود به آقامیری او را به توسعه شبکه اینترانت ملی و بررسی سیاست‌های محدودسازی اینترنت «با تأکید بر ارزش‌های مذهبی و انقلابی» و مقابله با «حمله فکری و فرهنگی دشمن» فراخواند.
آقامیری دارای کارشناسی مهندسی برق، ام‌بی‌ای و دکترای مدیریت از دانشگاه صنعتی شریف است. او دارنده مدال برنز المپیاد کشوری فیزیک است.
سوابق دیگر آقامیری عبارتند از رئیس کمیسیون تخصصی صنایع، معادن و فناوری اطلاعات و ارتباطات شورای‌عالی علوم، تحقیقات و فناوری، رئیس کمیته توسعه زیرساخت‌ها و بومی سازی کارگروه ویژه اقتصاد دیجیتال و دبیر انجمن علمی نخبگان دانشگاه صنعتی شریف. آقامیری داماد محمدجواد لاریجانی و پسر رئیس دانشگاه شهید بهشتی است.

## تحریم‌ها
روز دوشنبه ۲۴ آوریل ۲۰۲۳ وزارت خزانه‌داری آمریکا پنج تن از فرماندهان سپاه پاسداران و مقام‌های جمهوری اسلامی از جمله محمدامین آقامیری را به دلیل نقض حقوق بشر در ایران، در ارتباط با سرکوب اعتراض‌های گسترده تحریم کرد و نام وی در فهرست تحریم‌های خود قرار داد.
روز پنج‌شنبه ۶ ژوئیه ۲۰۲۳ دولت بریتانیا سید محمدامین آقامیری را به‌همراه ۱۲ مقام و نهاد جمهوری اسلامی به دلیل نقض حقوق بشر در ایران و هدف قرار دادن شهروندان بریتانیا در خاک این کشور در فهرست تحریم‌های خود قرار داد. وزارت خارجه آمریکا از این تحریم‌ها در مقابله با گسترش ارسال تسلیحات، سرکوب وحشیانه و تهدید افراد در سراسر جهان حمایت کرد.